# Tifàcies

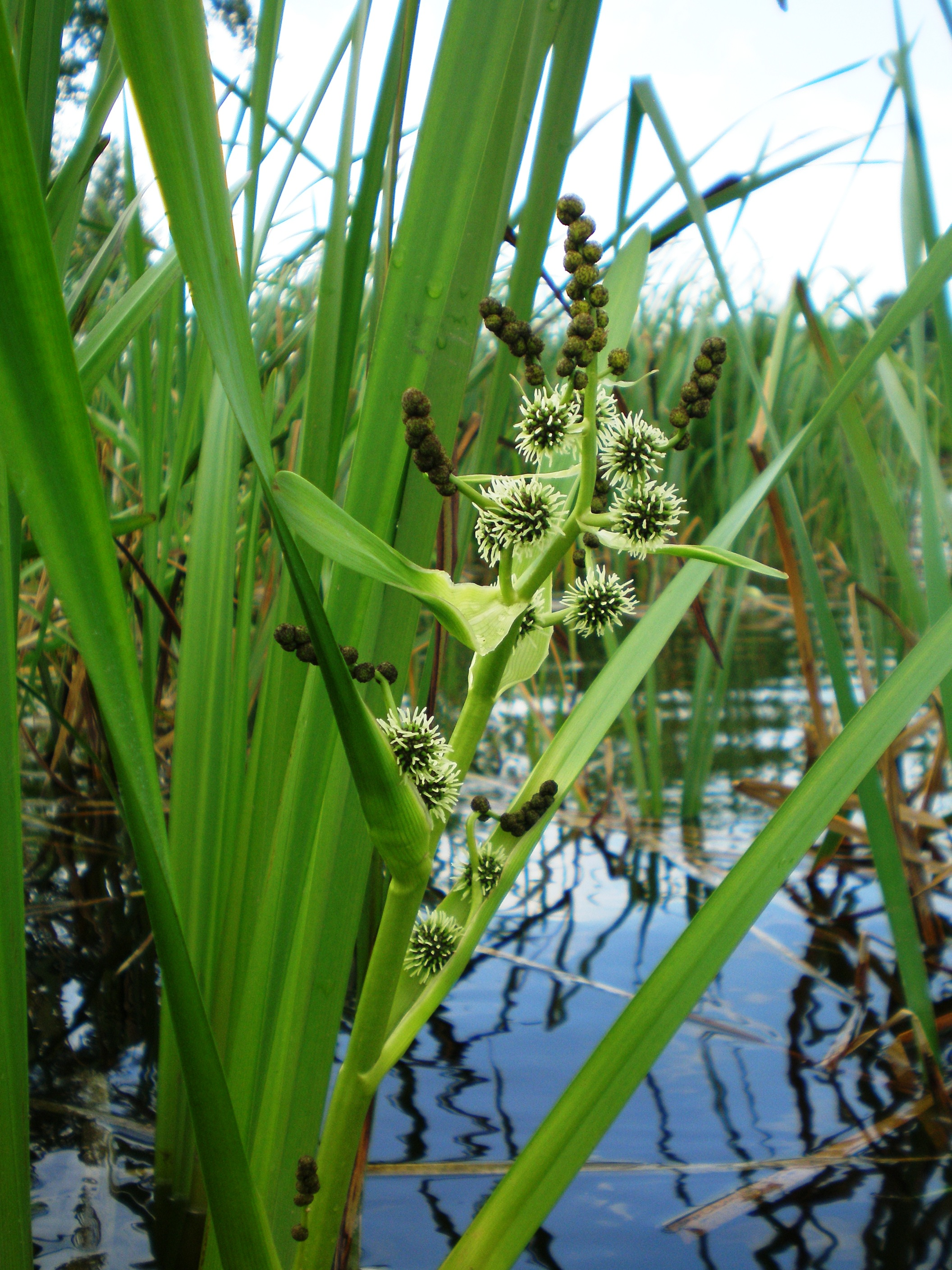
Sparganium erectum

Les tifàcies (Typhaceae) són una família de plantes angiospermes de l'ordre de les poals (Poales), dins del clade de les commelínides, un subclade de les monocotiledònies. Agrupa una seixantena d'espècies en dos gèneres, la seva distribució és cosmopolita.

## Descripció
Són plantes aquàtiques monoiques, les flors són minúscules i agrupades en inflorescències molt atapeïdes, les masculines se situen per sobre de les femenines. El fruit és indehiscent.

## Taxonomia
Aquesta família va ser descrita per primer cop l'any 1789, amb el nom de Typhae, a l'obra Genera Plantarum del botànic francès Antoine-Laurent de Jussieu (1748 – 1836).

### Gèneres
Dins d'aquesta família es reconeixen els dos gèneres següents:
- Sparganium L.
- Typha L.

## Història taxonòmica

### Sistema APG
La primera classificació filogenètica APG (1998), va reconèixer les famílies monotípiques de les Sparganiaceae i les Typhaceae dins de l'ordre de les poals. La segona versió del sistema, APG II (2003), va mantenir les dues famílies.
La tercera versió, APG III (2009), només va conservar la família Typhaceae i hi va integrar el gènere Sparganium.. La quarta versió, APG IV (2016), va mantenir la mateixa situació.

### Altres sistemes
El sistema Cronquist (1981) reconeixia dues famílies monotípiques, les Sparganiaceae i les Typhaceae, agrupades en l'ordre de le Typhales.
El sistema Takhtadjan (1997) també reconeixia les dues famílies monotípiques dins l'ordre de le Typhales que n'era l'únic del superordre de les Typhanae.